# Ordos (thành phố)
Ordos hay Ngạc Nhĩ Đa Tư (chữ Hán giản thể: 鄂尔多斯市, bính âm: È'ěrduōsī Shì, âm Hán Việt: Ngạc Nhĩ Đa Tư thị) là một thành phố tại Khu tự trị Nội Mông Cổ, Trung Quốc. Địa cấp thị này có diện tích 86.752 km², dân số năm 2020 là 2.153.638 người. Mã số bưu chính là 017000, mã vùng điện thoại là 0477. Chính quyền địa cấp thị đóng tại quận Đông Thắng. Thành phố Ordos được thành lập ngày 26 tháng 2 năm 2001 trên cơ sở của minh Y Khắc Chiêu (伊克昭, Yikezhao).

## Địa lý
Ordos chiếm phần lớn cao nguyên Ordos. Thành phố này có ranh giới với Hohhot ở phía đông, Bao Đầu ở phía đông bắc, Bayan Nur ở phía bắc, A Lạp Thiện ở phía tây bắc, Ô Hải ở phía tây, khu tự trị dân tộc Hồi Ninh Hạ ở phía tây nam, hai tỉnh Thiểm Tây và Sơn Tây ở phía nam.
Lãnh thổ của địa cấp thị Ordos có thể chia thành vùng đồi núi ở phía đông, cao nguyên ở trung tâm và phía tây, các sa mạc ở phía bắc và nam và vùng bình nguyên ở bờ nam sông Hoàng Hà. Điểm cao nhất (2.149 m) nằm ở phía tây còn điểm thấp nhất (850 m) ở phía đông.Lượng giáng thủy hàng năm đạt 300–400 mm ở nửa phía đông và 190–350 mm ở nửa phía tây. Phần lớn là mưa trong giai toạn từ tháng 6 tới tháng 9.
Khi mới được xây dựng, các con phố của khu Khang Ba Thập không có nhiều hoạt động, và khu này thường xuyên được một số phương tiện truyền thông phương Tây mô tả là "đô thị ma". Tuy nhiên, vào năm 2017, khi viết trong một bài báo trên Forbes, Wade Shepard cho biết "danh hiệu" này khó có thể tiếp tục tồn tại, vì dân số của thành phố đã tăng nhanh lên 153.000 người, so với 30.000 người vào năm 2009.

## Phân chia hành chính
Về mặt hành chính, thành phố này được chia thành 9 đơn vị cấp huyện gồm 2 quận và 7 kỳ. 
- Quận: Đông Thắng, Khang Ba Thập.
- Kỳ: Jung Gar, Uxen, Ejin Horo, Otog, Otog Tiền, Hàng Cẩm, Dalat.

## Dân cư
Theo điều tra dân số Trung Quốc năm 2000, địa cấp thị này có 1.369.766 dân, với thành phần như sau:
| Dân tộc | Dân số    | Tỷ lệ  |
| ------- | --------- | ------ |
| Hán     | 1.207.971 | 88,19% |
| Mông Cổ | 155.845   | 11,38% |
| Mãn     | 2.905     | 0,21%  |
| Hồi     | 1.861     | 0,14%  |
| Tạng    | 1.023     | 0,07%  |